# Места
Места (бугарски: Места, грчки: Νέστος (Нестос)), је река на Балканском полуострву, у југозападној Бугарској и североисточној Грчкој. Река Места представља природну границу између области Македоније и Тракије.

## Ток реке кроз Бугарску
Река Места формира се после спајања двеју река које извиру на обронцима планине Риле, од река: Черна Места и Бјала Места, код координата 42° 07′ 10″ N 23° 35′ 10″ E / 42.11944° С; 23.58611° И. Дужина реке кроз Бугарску износи 110 km. Нестос има 25 притока, од тога 13 првог реда. Ток реке у Бугарској је већим делом планински, река има велику висинску разлику, а на појединим деловима тече кроз уске клисуре. Бугарску напушта код места Хаџидимово.

## Ток реке кроз Грчку
Дужина реке Месте је 120 km. У овом делу река има 18 притока од којих је највећа река Доспат која долази из Бугарске. После тока кроз кањоне и клисуре Родопског масива, где тече као брза планинска река, Места у свом доњем току кроз низију тече као мирна равничарска река.
Ушће реке у Егејско море налази се источно од града Кавале код координата 40° 50′ 51″ N 24° 48′ 15″ E / 40.84750° С; 24.80417° И, преко пута острва Тасос, код места Хрисуполи. На том месту река формира велику делту (440 km²), која је данас национални парк.
У северном, планинском делу изграђене су две хидроелектране, са три велике бране и акумулациона језера: Тисаврос, Платановриси и Теменос, које производе укупно 665 GWh електричне енергије.